# Droga wojewódzka 719
Die Droga wojewódzka 719 (DW 719) ist eine 68 Kilometer lange Droga wojewódzka (Woiwodschaftsstraße) in der polnischen Woiwodschaft Masowien, die den Stadtteil Praga in Warschau mit der Gmina Puszcza Mariańska in der Nähe von Kamion verbindet. Die Strecke liegt in Warschau, im Powiat Pruszkowski, im Powiat Grodziski, und im Powiat Żyrardowski.

## Streckenverlauf
Woiwodschaft Masowien, Kreisfreie Stadt Warszawa
-  Warszawa (Warschau) (A 2, S 2, S 79, DK 2, DK 7, DK 8, DK 17, DK 61, DK 79, DW 580, DW 629, DW 631, DW 633, DW 634, DW 706, DW 711, DW 717, DW 724, DW 801, DW 898)

Woiwodschaft Masowien, Powiat Pruszkowski
- Opacz-Kolonia
- Reguły
- Piastów
-  Pruszków (A 2, DW 701, DW 718, DW 760)
- Nowa Wieś
-  Otrębusy (DW 720)
-  Brwinów (DW 720)

Woiwodschaft Masowien, Powiat Grodziski
- Podkowa Leśna
- Milanówek
-  Grodzisk Mazowiecki (A 2, DW 579)
- Kozerki
- Jaktorów
- Stare Budy
- Międzyborów

Woiwodschaft Masowien, Powiat Żyrardowski
-  Żyrardów (DK 50)
- Waleriany
- Puszcza Mariańska
- Marianów
-  Kamion (DK 70)